# Кућа са еркером
Кућа са еркером је једна од најстаријих кућа у Аранђеловцу. Налази се у главној улици Књаза Милоша и припадала је породици Андрић. 
Грађена је у 19. веку, у стилу градске архитектуре. Кућа је спратна са локалима у приземљу и простором за становање на спрату. Спратни део куће до улице је испупчен у односу на темеље и ослоњен на дрвену греду са централним стубом.